# Nižneangarsk
Nižneangarsk (in russo Нижнеангарск?) è una località della Russia asiatica, capoluogo del Severo-Bajkal'skij rajon nella Repubblica autonoma di Buriazia. Fondata nel 1643 dall'esploratore russo Semyon Skorokhod, dista 230 chilometri da 
Severobajkal'sk.